# Кузнецов (хутор)
Кузнецов — хутор в Иловлинском районе Волгоградской области России. Входит в состав Краснодонского сельского поселения.

## География
Хутор находится в центральной части Волгоградской области, в степной зоне, в пределах Приволжской возвышенности, на левом берегу реки Тишанка, на расстоянии примерно 13 километров (по прямой) к юго-востоку от посёлка сельского типа Иловля, административного центра района. Абсолютная высота — 45 метров над уровнем моря.
К востоку от Кузнецова проходит федеральная автодорога Р22.
Часовой пояс
Хутор Кузнецов, как и вся Волгоградская область, находится в часовой зоне МСК (московское время). Смещение применяемого времени относительно UTC составляет +3:00.

## Население
| 2010 |
| ---- |
| 335  |

Гендерный состав
По данным Всероссийской переписи населения 2010 года в гендерной структуре населения мужчины составляли 48,7 %, женщины — соответственно 51,3 %.
Национальный состав
Согласно результатам переписи 2002 года, в национальной структуре населения русские составляли 76 % из 313 чел.

## Улицы
Уличная сеть хутора состоит из четырёх улиц и трёх переулков.